# Glauco (opera)
Glauco è un'opera lirica di Alberto Franchetti, su libretto di Giovacchino Forzano tratto dal dramma omonimo di Ercole Luigi Morselli del 1919. L'opera fu rappresentata per la prima volta al Teatro San Carlo di Napoli l'8 aprile 1922. L'orchestra era diretta dallo stesso Franchetti.
La prima rappresentazione ebbe un buon successo. Il primo atto fa uso di melodie che guardano al passato (con un coro di sirene e le melodie di Scilla «facilmente orecchiabili»), mentre nel secondo, ricco di elementi fantastici, prevalgono i pezzi sinfonici. Nel terzo atto la composizione si abbandona «all'estro più spontaneo e scevro di complicazioni culturali» e ne derivano pezzi di «facile comprensione», come il canto del pastore, il ritorno di Glauco, il suo pianto sul corpo inanimato di Scilla.